# Hậu Tấn Xuất Đế
Hậu Tấn Xuất Đế hay Thiếu Đế Thạch Trọng Quý (914-974), là vị vua thứ hai của nhà Hậu Tấn. Ông trị vì từ năm 942 tới năm 946.

## Sơ kỳ
Thạch Trọng Quý là con của Thạch Kính Nho và An thị. Ông sinh ngày 27 tháng 6 âm lịch năm 914 tại Thái Nguyên. Kính Nho là anh trai của Hậu Tấn Cao Tổ Thạch Kính Đường nhưng chết sớm, do đó Trọng Quý được Kính Đường nhận làm con (tụng tử). Hậu Tấn Cao Tổ có sáu con trai nhưng 5 người chết sớm, chỉ còn người con thứ sáu là Thạch Trọng Duệ còn ít tuổi. Sau khi Kính Đường làm phản nhà Hậu Đường để lập ra nhà Hậu Tấn năm 936 thì ông được phong làm Kim tử quang lộc đại phu, kiểm giáo tư đồ và điều đi làm phủ doãn Thái Nguyên, rồi tiết độ sứ Hà Đông.
Tháng 9 năm Thiên Phúc thứ 2 (937) tấn phong quang lộc đại phu, kiểm giáo thái bảo, hữu kim ngô vệ thượng tướng quân. Tháng 12 năm Thiên Phúc thứ 3 (938), đảm nhận chức phủ doãn Khai Phong, gia thêm hàm kiểm giáo thái phó, tấn phong Trịnh vương, tăng thực ấp 3.000 hộ. Sau đó phong thêm là kiểm giáo thái uý, đồng trung thư môn hạ bình chương sự.
Năm Thiên Phúc thứ 6 (941) đổi sang làm phủ doãn Quảng Tấn, tấn phong Tề vương. Đầu năm sau (942) kiêm thêm chức thị trung.

## Cai trị
Tháng 6 năm Thiên Phúc thứ 7 (942), Hậu Tấn Cao Tổ chết. Trọng Quý kế vị. Ông vẫn duy trì niên hiệu Thiên Phúc. Năm 943 tại 27 châu quận của nhà Hậu Tấn phát sinh nạn châu chấu làm cho tới 100.000 người chết đói. Năm sau, tại Lũng Châu có tới 56.000 người chết đói.
Thạch Trọng Quý nghe theo lời khuyên của trọng thần Cảnh Diên Quảng, bỏ chính sách thần phục người Khiết Đan của Hậu Tấn Cao Tổ, không chịu xưng thần với nhà Liêu của người Khiết Đan, làm cho quan hệ hai nước xấu đi. Tháng giêng năm Thiên Phúc thứ 9 (944) nhà Liêu bắt đầu đem quân tấn công Hậu Tấn. Tháng 7 năm đó ông đổi niên hiệu thành Khai Vận. Chiến tranh giữa hai bên kéo dài trong ba năm với nhiều trận thắng thua cho cả hai bên.
Vụ phun trào thiên niên kỷ của núi Trường Bạch trong lãnh thổ Định An Quốc (đời vua Liệt Vạn Hoa) được cho là đã thải ra một khối lượng lớn chất dễ bay hơi vào tầng bình lưu, có khả năng dẫn đến tác động lớn đến khí hậu trên toàn thế giới, mặc dù các nghiên cứu gần đây hơn chỉ ra rằng vụ phun trào thiên niên kỷ của núi lửa Bạch Đầu (Baekdu) trong dãy núi Trường Bạch có thể chỉ giới hạn ở các tác động khí hậu khu vực. Tuy nhiên, có một số hiện tượng bất thường về khí tượng những năm 945 đến năm 948 có thể liên quan đến Vụ phun trào thiên niên kỷ này. Sự kiện được cho là đã gây ra mùa đông núi lửa. Theo Cựu Ngũ Đại sử, ngày 4 tháng 4 năm 945 có tuyết rơi dày đặc ở Đại Khiết Đan quốc (đời vua Gia Luật Đức Quang) và Hậu Tấn (đời vua Hậu Tấn Xuất Đế).
Ông cũng tìm cách liên minh với Cao Ly Huệ Tông của Cao Ly để cùng nhau kháng Đại Khiết Đan quốc vào mùa hạ năm 945, nhưng sau đó nhận thấy Cao Ly không đủ lực lượng để chống Khiết Đan, nên ông đã từ bỏ ý định.
Theo Cựu Ngũ Đại sử, do tác động của vu phun trào núi lửa ở dãy núi Trường Bạch thuộc Định An Quốc (đời vua Liệt Vạn Hoa), ngày 28 tháng 11 năm 946 có hiện tượng băng men (xảy ra khi mưa đóng băng hoặc mưa phùn chạm vào bề mặt) ở Đại Khiết Đan quốc (đời vua Gia Luật Đức Quang) và Hậu Tấn (đời vua Hậu Tấn Xuất Đế).
Tháng 12 năm Khai Vận thứ 3 (năm 946) ông cử các tướng Đỗ Uy và Lý Thiệu Chấn bắc phạt Đại Khiết Đan quốc (đời vua Gia Luật Đức Quang).
Theo Cựu Ngũ Đại sử, do tác động của vu phun trào núi lửa ở dãy núi Trường Bạch thuộc Định An Quốc (đời vua Liệt Vạn Hoa), ngày 7 tháng 12 năm 946 có hiện tượng sương mù quy mô lớn bao phủ tất cả các loài thực vật ở Đại Khiết Đan quốc (đời vua Gia Luật Đức Quang) và Hậu Tấn (đời vua Hậu Tấn Xuất Đế).
Các tướng Đỗ Uy, Lý Thủ Trinh, Trương Ngạn Trạch đem quân hàng Khiết Đan. Vua Khiết Đan là Gia Luật Đức Quang sai Trương Ngạn Trạch làm tiên phong tấn công Khai Phong. Thạch Trọng Quý đầu hàng. Ngày 10 tháng 1 năm 947, Gia Luật Đức Quang tiến vào Khai Phong.

## Sau khi mất nước
Tháng giêng năm 947, vua Liêu Thái Tông Da Luật Đức Quang giáng Thạch Trọng Quý làm quang lộc đại phu, kiểm giáo thái úy, phong Phụ Nghĩa hầu. Hậu Tấn chính thức diệt vong. Thạch Trọng Quý bị an trí tại Hoàng Long phủ, sau đó di dời tới Kiến Châu. Cựu Ngũ đại sử dẫn "Tấn triều hãm phiền ký" của Phạm Chất cho rằng Thạch Trọng Quý chết năm 964 [phàm thập bát niên nhi tốt]. Nhưng bia mộ của Thạch Trọng Quý (hiện lưu giữ tại Bảo tàng tỉnh Liêu Ninh) thì chép rằng ông chết ngày 18 tháng 6 âm lịch năm Bảo Ninh thứ 6 thời Liêu Cảnh Tông Da Luật Hiền (tức năm 974).